# Lys (Pirineos Atlánticos)
Lys  (en occitano Lo Lis) es una población y comuna francesa, en la región de Aquitania, departamento de Pirineos Atlánticos, en el distrito de Oloron-Sainte-Marie y cantón de Oloron-Sainte-Marie.

## Demografía
| 1 080 | 1 070 | 1 084 | 1 040 | 962 | 985 | 998 | 924 | 916 | 908 | 856 | 685 | 657 | 622 | 621 | 564 | 526 | 518 | 450 | 430 | 412 | 376 | 348 | 353 |
| Para los censos de 1962 a 1999 la población legal corresponde a la población sin duplicidades (Fuente: INSEE [Consultar]) |       |       |       |     |     |     |     |     |     |     |     |     |     |     |     |     |     |     |     |     |     |     |     |